# Sven Kellermann
Sven Kellermann (* 17. Juli 1987) ist ein deutscher Volleyballspieler.

## Karriere
Kellermann begann seine Karriere beim SV Rennsteig. 2001 kam er zum VC Gotha. Später spielte er beim Nachwuchsteam VC Olympia Berlin, ehe er 2007 nach Gotha zurückkehrte. 2010 gelang ihm mit dem Verein der Aufstieg in die Bundesliga. Nach der Gothaer Insolvenz 2012 wechselte Kellermann zum fränkischen Zweitligisten VSG Coburg/Grub, mit dem er 2013 den Aufstieg in die Bundesliga schaffte. Nach zwei Jahren in der Bundesliga wechselte der Mittelblocker zum Zweitligisten Oshino Volleys Eltmann, mit dem er 2019 die Meisterschaft gewann und zum dritten Mal den Bundesligaaufstieg schaffte. Kellermann blieb allerdings in der zweiten Bundesliga und spielt seitdem beim SV Schwaig.

## Berufliches
Seit September 2020 ist Kellermann als Sportlehrer im Schulamtsbezirk Lichtenfels tätig.